# Fulcrum, Antarktis
Fulcrum är en bergstopp i Antarktis. Den ligger i Östantarktis. Nya Zeeland gör anspråk på området. Toppen på Fulcrum är 1 974 meter över havet.
Terrängen runt Fulcrum är varierad. Trakten är obefolkad. Det finns inga samhällen i närheten.